# Perasma
Perasma (in greco Πέρασμα?, in slavomacedone: Kučkoveni, Кучковени) è un ex comune della Grecia nella periferia della Macedonia occidentale di 5.510 abitanti secondo i dati del censimento 2001.
È stato soppresso a seguito della riforma amministrativa detta Programma Callicrate in vigore dal gennaio 2011 ed è ora compreso nel comune di Florina.